# Oh Youth!
Pour plus de détails, voir Fiche technique et Distribution.
Oh Youth est un film nord-coréen réalisé par Jon Jong-pal qui est sorti en 1995.

## Synopsis
Une jeune couple fleurit malgré l'attitude intrusive de la mère du jeune homme. 

## Fiche technique
- Titre original : Chongchuniyo!
- Titre français (traduit) : Ah, la jeunesse !
- Réalisation : Jon Jong-pal
- Scénario : Ri Il-chol
- Société(s) de production : Korean Studio Film
- Société(s) de distribution : Korean Film Export and Import
- Pays d'origine :  Corée du Nord
- Langue originale : Coréen
- Genre : Comédie dramatique
- Durée : 92 minutes
- Dates de sortie : 1995

## Distribution
- Kim Ryon Hwa
- Kim Yong Suk
- Nam Ryong-gu
- Ok Hwang Sok
- Pak Song
- Jang Yoo-sung